# PQI

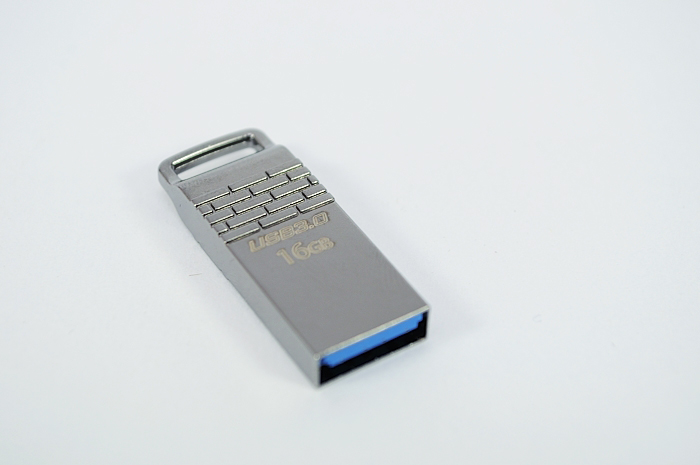
PQI 16 GB USB 3.0 Pendrive

A PQI (Power Quotient International Co., Ltd, kínaiul: 勁永國際股份有限公司) egy tajvani számítástechnikai eszközöket gyártó cég. A vállalat székhelye Hszinpejben található. Mára a cégnek irodái vannak Hongkongban, Sencsenben, Nagojában és Szöulban.

## Története
2003-ban lépett a tajpeji tőzsdére.
2010-ben csatlakozott a Foxlink Grouphoz.

## Termékek
A cég fő profiljába tartoznak a pendrive-ok, külső merevlemezek, memóriakártyák és SSD-k.